# Alojzy Rafał Estreicher
Alojzy Rafał Estreicher (21. června 1786 Krakov – 1. srpna 1852 Krakov) byl polský lékař a přírodovědec, který přispěl k botanice a entomologii. Působil jako profesor přírodovědy na Jagelonské univerzitě v Krakově. Druh brouka, který objevil byl po něm pojmenován jako Carabus estreicheri.

## Život a dílo
Estreicher se narodil v Krakově, kde byl jeho otec malíř Dominik Oesterreicher (1750-1809) profesorem umění a amatérským entomologem. Jeho matkou byla Rozalia rozená Prakeschová (1761-1807). Polonizoval si své příjmení z Oesterreichera na Estreichera. Studoval od roku 1802 medicínu na Krakovské univerzitě a získal titul chirurga v roce 1805. Potom chvíli vyučoval veterinární lékařství. Studoval musejnictví na Vídeňské univerzitě. V roce 1807 obdržel doktorát v lékařství a doktorát ve filosofii v roce 1811. Od roku 1809 byl zaměstnán Krakovskou botanickou zahradou, kde zorganizoval její sbírky, zřídil arboretum (1818), alpinum (1836) a tropický skleník v letech 1826-1827. poté, co vyjádřil svoji podporu Listopadovému povstání, čelil po několik let represím. Byl profesorem přírodovědy od roku 1832 a pracoval na Krakovské universitě až do svého odchodu do důchodu v roce 1843. Mezi jeho studenty patřili Ignacy Rafał Czerwiakowski, Stanisław Dembosz, Erazm Majewski a Józef Riedmüller.
Estreicher velmi cestoval mimo jiné po Haliči a po Evropě. Účastnil se kongresu přírodovědců v Berlíně v roce 1828 a ve Vídni v roce 1832. Vystoupal na Mont Blanc a Vesuv. Během svých cest sbíral rostliny a brouky, těch druhých téměř 31 tisíc. Z jeho sbírky byl Johannem Fischerem von Waldheim v roce 1820 popsán a pojmenován brouk Carabus estreicheri.
Estreicher se oženil Antonií rozenou Rozbierskou, dcerou lvovského profesora, který patřil k litevské šlechtě. Měli spolu sedm dětí včetně filologa Karola Estreichera (1827-1908).